# Клинч (окръг, Джордия)
Окръг Клинч (на английски: Clinch County) е окръг в щата Джорджия, Съединени американски щати. Площта му е 2134 km², а населението - 6897 души. Административен център е град Хоумървил.